# لوران هاتون
لوران هاتون (بالفرنسية: Laurent Hatton)‏ هو مدرب كرة قدم ولاعب كرة قدم فرنسي، ولد في 28 سبتمبر 1962 في أور في فرنسا. لعب مع نادي باسي فالي أور.

## التسلسل الزمني
° ولد الاعب لوران هاتون في 28 سبتمبر 1962
°كان يشغل منصب مدير فريق باسي مينيليس في الدوري الفرنسي الرابع و ساعدهم في الصعود إلى الدوري الفرنسي الثالث في عامم 1988
°تم تعيينه مدير للشباب في نادي الريان القطري في عام 2004
°عاد ليصبح مدير تنفيذي لفريق باسي مينيليس في الدوري الفرنسي الرابع و ساعدهم في الصعود إلى الدوري الفرنسي الثالث الثالث في عام 2007
°تم تعيينه مدير لفريق كفيلي روان في الدوري الفرنسي الثالث عام 2012
°تم تعيينه مساعد مدير منتخب غينيا عام 2015
° تم تعيينه مدير فريق بواسي في فرنسا و فريق بيرسيكابو 1973 في عام 2017

## وصلات خارجية
- لوران هاتون على موقع قاعدة بيانات كرة القدم.إي يو (الإنجليزية)